# Ptyodactylus
Ptyodactylus es un género de gecos de la familia Phyllodactylidae. Son gecos nocturnos y se encuentran en el norte de África y el Oriente Próximo (Siria, Irán, Egipto, Sudán, Etiopía, Marruecos).
Aunque las especies de este género son nocturnas se encuentran con frecuencia durante el día. También son especies que toleran el frío, y a veces incluso la nieve, dependiendo de la especie.
El nombre Ptyodactylus significa de los dedos en forma de abanico, en referencia a la punta de los dedos que están ampliadas.

## Especies
Se reconocen las siguientes nueve especies:
- Ptyodactylus ananjevae Nazarov, Melnikov & Melnikova, 2013
- Ptyodactylus dhofarensis Nazarov, Melnikov & Melnikova, 2013
- Ptyodactylus guttatus Heyden, 1827
- Ptyodactylus hasselquistii (Donndorff, 1798)
- Ptyodactylus homolepis Blanford, 1876
- Ptyodactylus orlovi Nazarov, Melnikov & Melnikova, 2013
- Ptyodactylus oudrii Lataste, 1880
- Ptyodactylus puiseuxi Boutan, 1893
- Ptyodactylus ragazzii Anderson, 1898